# Épidaure (dème)
Pour les articles homonymes, voir Épidaure (homonymie).
Le dème d'Épidaure est une circonscription administrative (correspondant à une municipalité ou un arrondissement) de la périphérie du Péloponnèse, dans le district régional d'Argolide. Il tient son nom d'une ancienne cité grecque.
Sa forme actuelle date de la réforme Kallikratis de 2010, qui a entrainé la fusion des anciens dèmes d'Épidaure et d'Asklépion (Asklipiío), devenues les districts municipaux d'Épidaure et d'Asklépion.
Le siège en est le village de Lygourió, la « capitale historique » étant le village de Paleá Epídavros ou Ancienne-Épidaure.
Le sanctuaire d'Asclépios se trouve à l'intérieur des terres, sur le territoire du district municipal d'Asklipio, une dizaine de kilomètres à l'ouest de la côte, à l'ancien lieu-dit « Hiéro ».

## Localités
- district municipal d'Épidaure

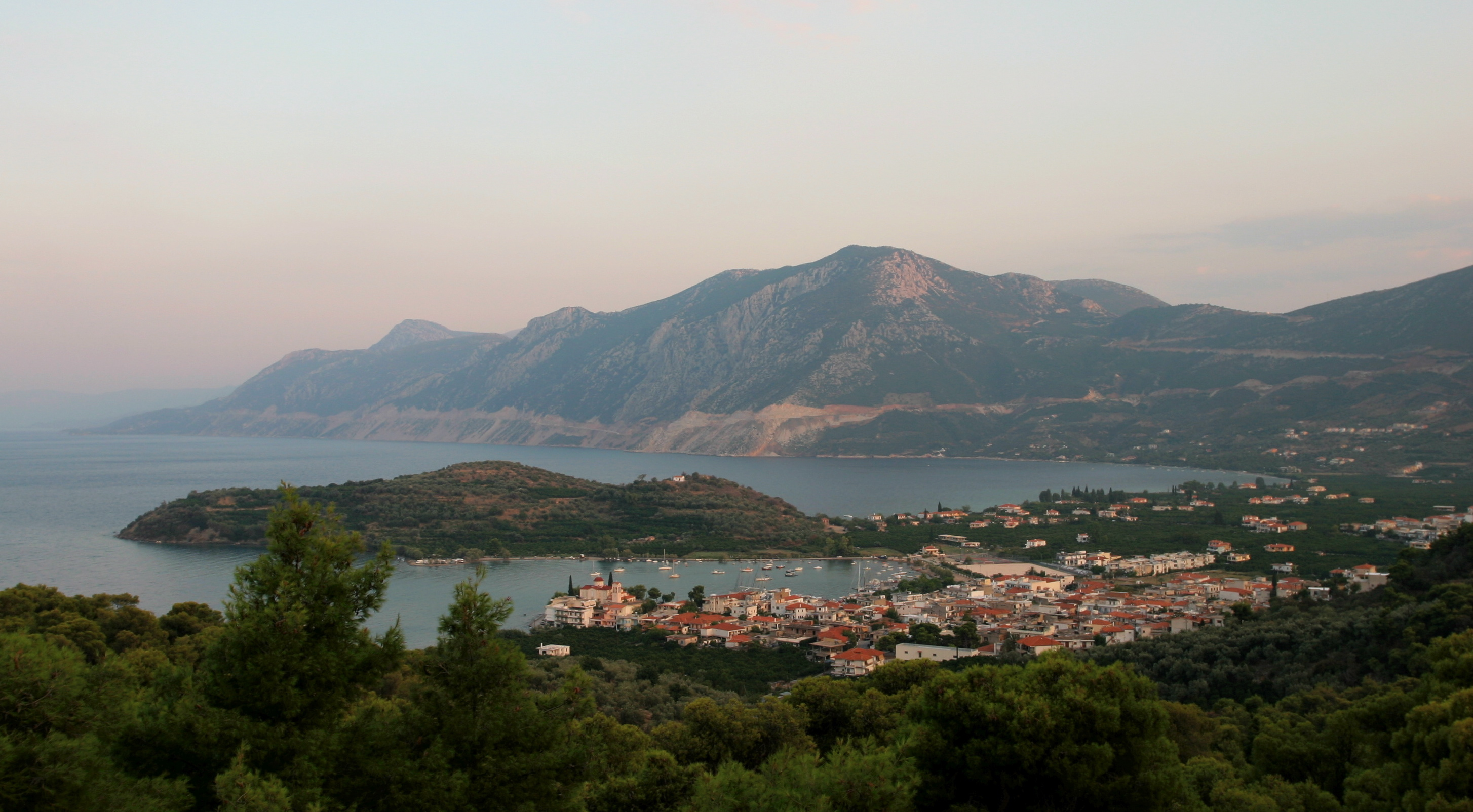
Vue de l'Ancienne Épidaure, site de la ville antique.

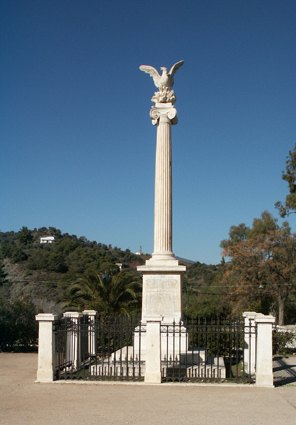
Monument commémoratif de l'Assemblée nationale à Néa Epídavros.

  - Paleá Epídavros ou Palaiá Epídavros (grec moderne : Παλαιά Επίδαυρος), en français Ancienne-Épidaure, est une petite ville située sur l’emplacement de l’ancienne cité grecque d’Épidaure (Eπίδαυρος), sur la côte de l’Argolide.
  - le village de Piáda (Πιάδα) a été rebaptisé Néa Epídavros (Nouvelle-Épidaure) après l'indépendance de la Grèce au XIXe siècle. Il a abrité en 1822 l'Assemblée nationale d'Épidaure, qui fut la première réunion de ce qui est devenu de nos jours le Parlement grec. À proximité se trouvent les ruines d'une acropole mycénienne.
  - le village d’Áno Epídavros (Haute-Épidaure) est une autre localité des environs ;
  - Dimena
- district municipal d'Asklépion
  - Lygourio
  - Agios Dimitrios
  - Adami
  - Arkadiko

## Histoire de l'ancienne cité d'Épidaure
Épidaure figure dans le Catalogue des vaisseaux comme « Épidaure aux bons vignobles » (L'Iliade, II, 561). Au VIIe et VIe siècles av. J.-C., elle appartient à l'amphictyonie dite « des Minyens », dont le siège est situé sur l'île de Calaurie. Ce sont des colons d'Épidaure qui ont fondé Samos, vers 1000 av. J.-C. À la fin du VIe siècle, elle est gouvernée par le tyran Proclès, qui donne sa fille Mélissa en mariage à Périandre, tyran de Corinthe.
Lors des guerres médiques, la cité envoie huit vaisseaux à la bataille de l'Artémision, 800 hommes à Platées et 10 vaisseaux à Salamine. Au sortir de la guerre, Épidaure s'allie avec Sparte et entre dans la Ligue du Péloponnèse, contre Athènes et la ligue de Délos. Elle prend part à l'« affaire de Corcyre » et fournit des trières à Corinthe. Par la suite, Épidaure constitue un point névralgique de l'affrontement entre Athènes et Sparte.
À l'époque classique, Épidaure jouit d'une grande renommée grâce à son sanctuaire voué à Asclépios, où l'on pratique la médecine par les songes. Il comprend plusieurs bâtiments publics, dont un grand temple construit au début du IVe siècle av. J.-C. En l'honneur d'Asclépios sont également organisés les Asklepieia, des jeux panhelléniques pentétériques comprenant des courses de chevaux et, à partir du IVe siècle, des concours de poésie. Le culte d'Asclépios atteint son apogée à l'époque hellénistique.
En 243 av. J.-C., Épidaure rejoint la Ligue achéenne. Au cours de l'été 225 av. J.-C., elle est prise par Cléomène III, roi de Sparte. Par la suite, elle devient l'alliée de Rome. Scipion Émilien la visite en 168-167 av. J.-C., en même temps que d'autres grands lieux de l'hellénisme, comme Athènes, Delphes et Olympie. En 87 av. J.-C., elle est ravagée par Sylla, qui pille le trésor du temple. La dernière mention d'Épidaure remonte au VIe siècle apr. J.-C., dans le Synekdèmos d'Hiéroclès, un ouvrage décrivant les divisions administratives de l'Empire byzantin.

## Archéologie
Il existe un site archéologique de plongée libre d'accès sur la plage sud de Paleá Epídavros. Il s'agit d'un ancien magasin antique (140 av. J.-C.).
Il se distingue notamment par la présence de 18 doliums (amphore fixe de stockage) dont certains sont particulièrement bien conservés 37° 37′ 32,57″ N, 23° 09′ 27,46″ E.

### Fouilles de l'Ancienne-Épidaure (Paleá Epídavros)
Les fouilles sur le site de la ville antique d'Épidaure (Paleá Epídavros), en bord de mer, ont mis au jour un théâtre de petites dimensions (37° 38′ 00″ N, 23° 09′ 36″ E), à ne pas confondre avec le célèbre théâtre d'Épidaure.

### Sanctuaire d'Asclépios

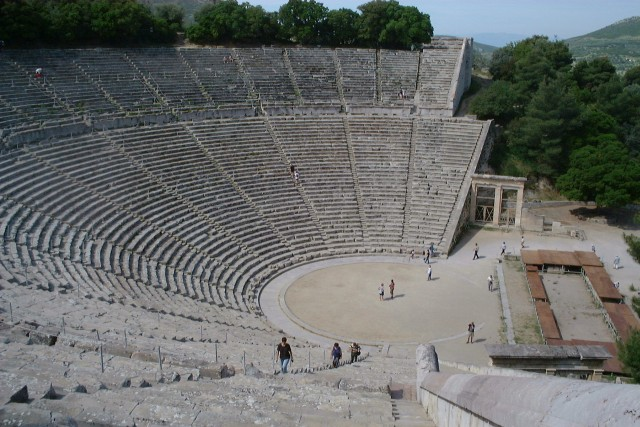
Sanctuaire d'Asclépios et théâtre d'Épidaure (voir article détaillé)